# Jennerbahn
A Jennerbahn egy drótkötélpályás felvonó Bajorországban a Königssee tó partján. A 3320 méter hosszú kötélvasút 1952 és 1953 között épült, 140 nyitott és 30 zárt kabin közlekedik rajta. Az alsó- és a felső állomás között 1170 méter a szintkülönbség, a menetidő 20 perc.

## Képgaléria

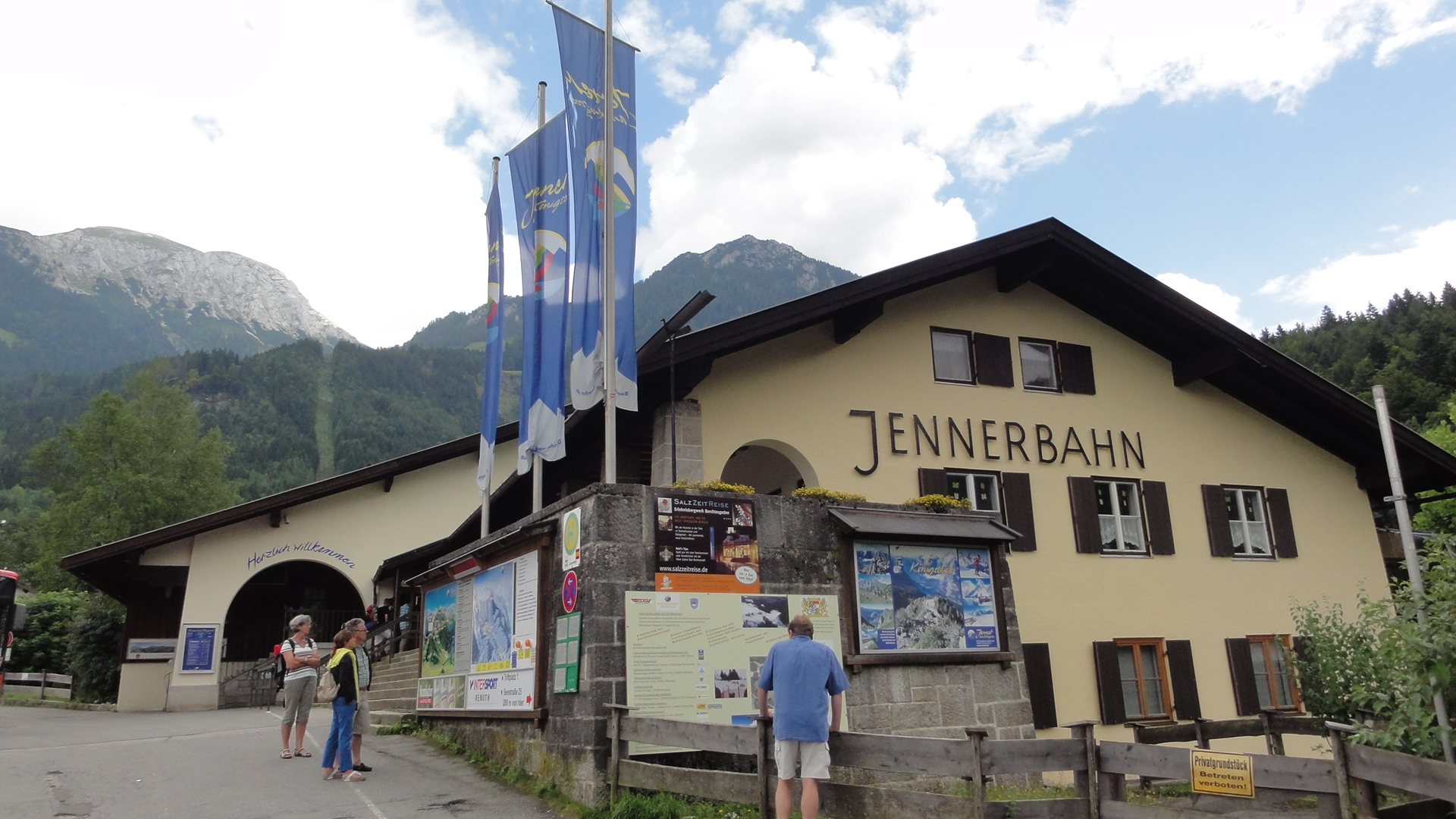
Alsó állomás (2013)
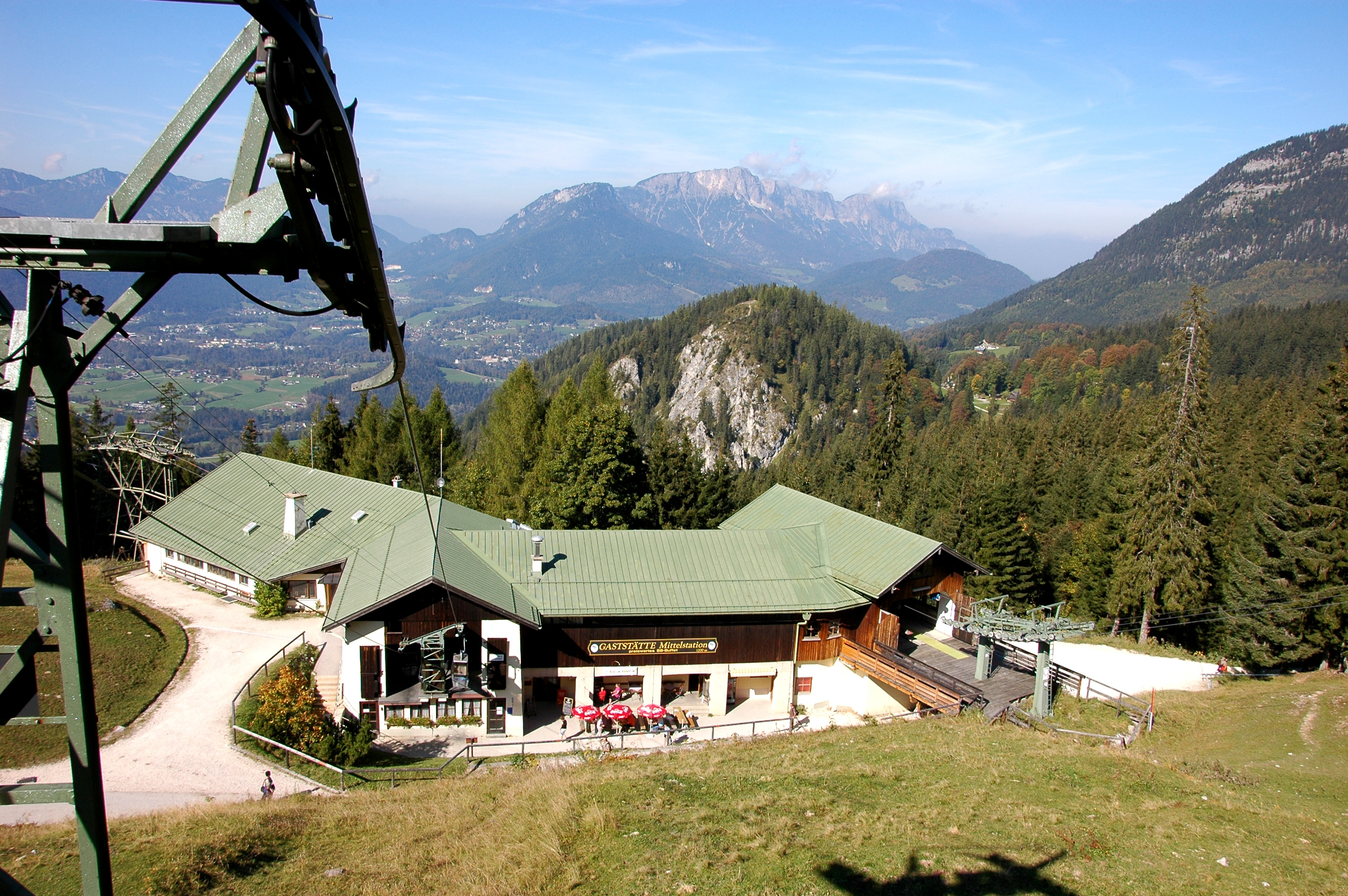
Középállomás (2011)
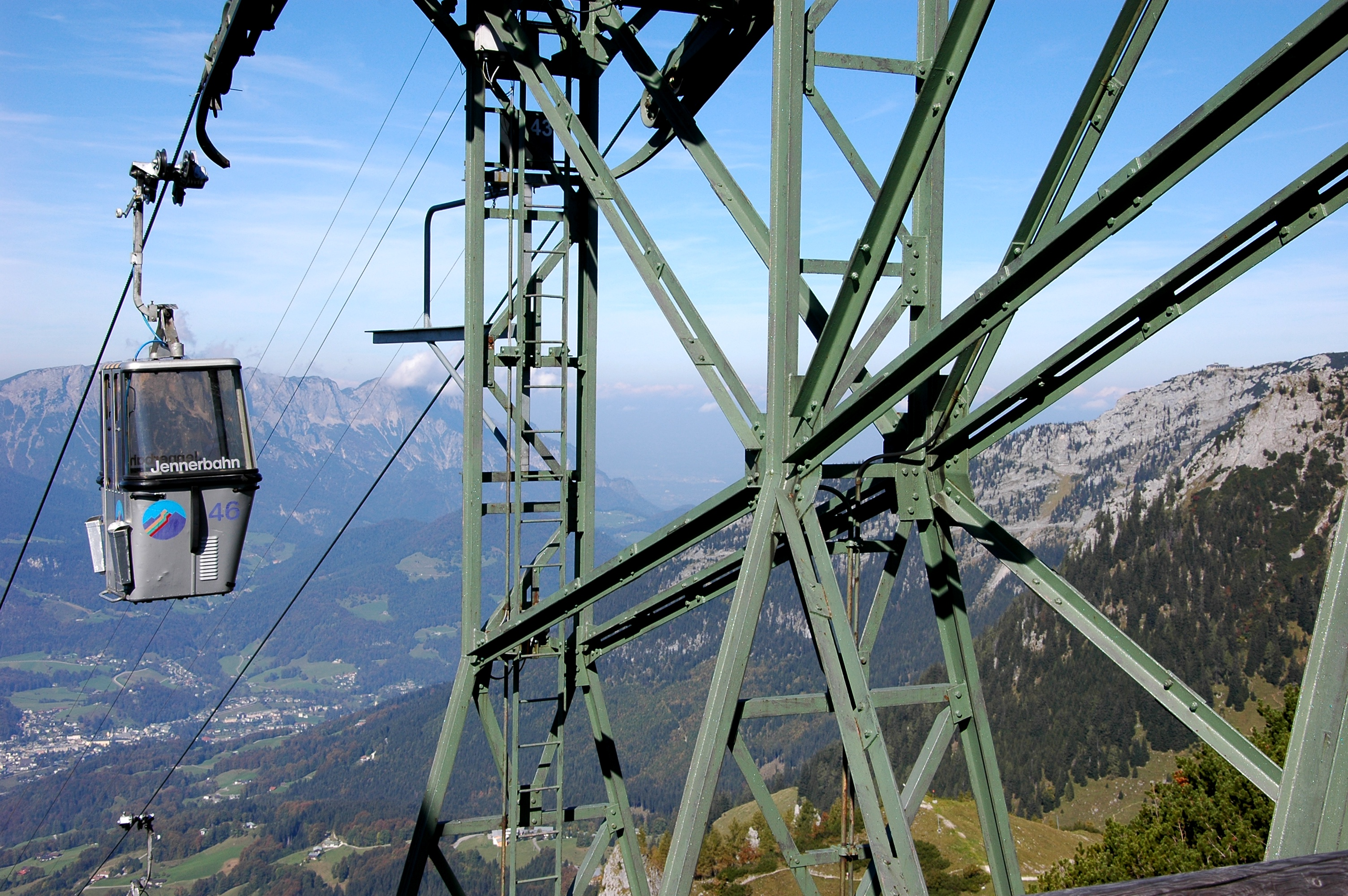
Egy gondola a felső állomás közelében (2011)
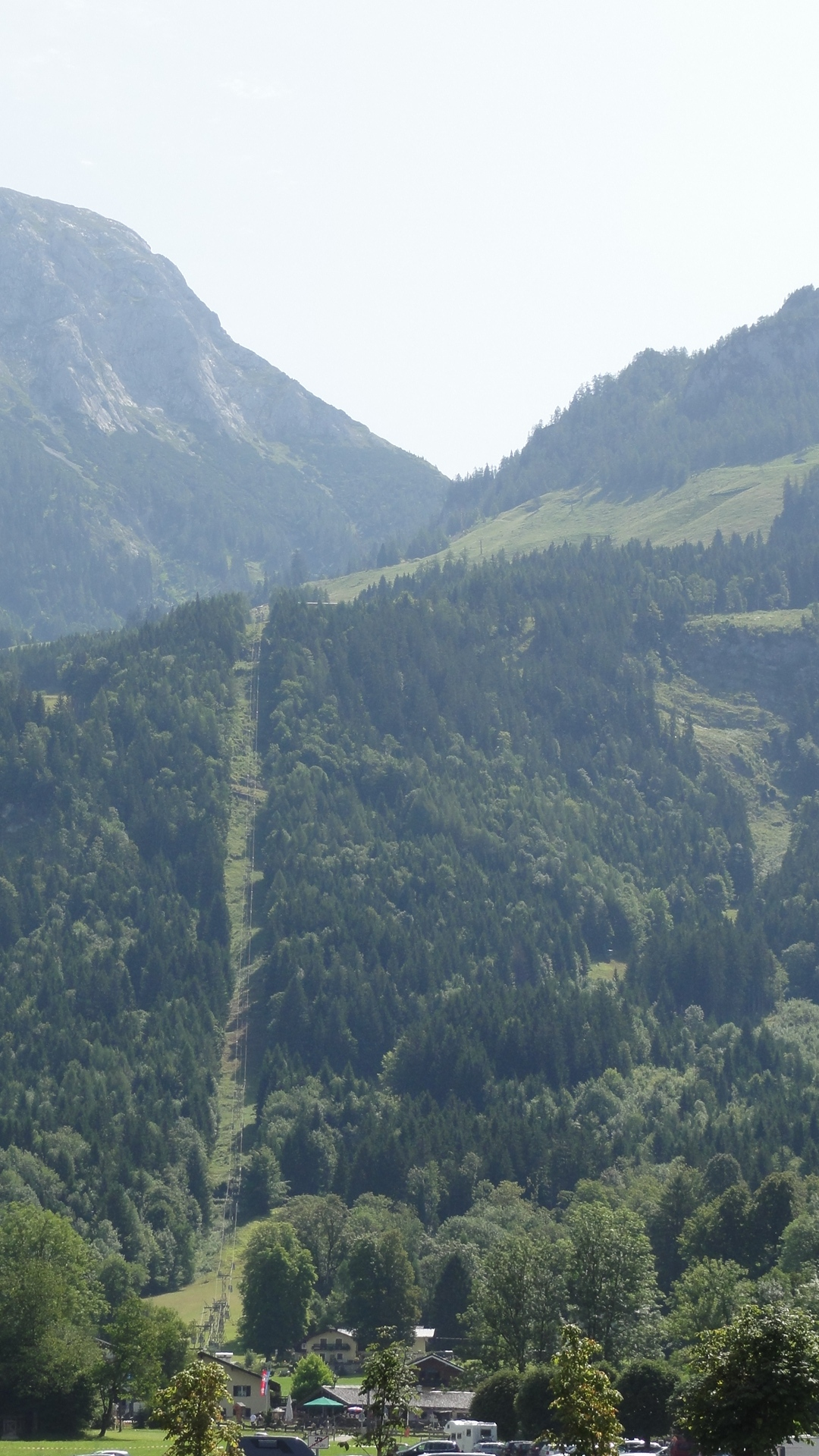
A kötélvasút pályája az alsó- és a középállomás között